# آودي آر8
أودي آر 8 (بالإنجليزية: Audi R8)‏ هي سيارة رياضية ذات محرك وسطي ومقعدين، تتميز باستخدام نظام الدفع الرباعي المسمى (كواترو) الخاص من أودي وتم إصدارها لأول مرة من قبل شركة صناعة السيارات الألمانية Audi AG في عام 2006.
تم تصميم السيارة وتطويرها وتصنيعها حصريًا من قبل شركة Audi Sport GmbH التابعة لشركة Audi AG (المعروفة سابقًا باسم quattro GmbH) والمشهورة بتصنيع قطع غيار السيارات عالية الأداء.
صنعت آر 8 على أساس لامبورجيني جالاردو ومنصة لامبورغيني أوروكان الحالية وتتضمن هيكلًا قويًا يتبع نهج أودي في التصميم المسمى بسبيس فرام وهو أسلوب أودي الخاص في تصميم الهياكل من معدن الألومنيوم لتحقيق وزن اقل وصلابة أكبر. يتم تجميع السيارة في مصنع تم تجديده مؤخرًا يقع في "موقع الألمنيوم" التابع لشركة أودي في نيكارسولم بألمانيا.
تعتبر سيارة أودي آر 8 أول سيارة مزودة بتقنية LED الكاملة.

## الإنتاج والأسواق والمبيعات
لإنتاج سيارة R8 في شركة Audi Sport GmbH، يقوم 70 عاملاً بتركيب 5000 قطعة مختلفة يدويًا. يقع المصنع في نيكارسولم، الذي أعيد تطويره بتكلفة 28 مليون يورو، ينتج عادة ما بين ثمانية إلى خمسة عشر سيارة يوميًا بحد أقصى للإنتاج اليومي يبلغ 29 سيارة. يقوم خمسة وتسعون جهاز ليزر بفحص السيارة بأكملها في خمس ثوانٍ للتأكد من وجود أكثر من 220 قياسًا في نطاق 0.1 ملم من المخططات المبرمجة.
| السنة   | العالم             | الولايات المتحدة  | أوروبا             | كندا                     |
| ------- | ------------------ | ----------------- | ------------------ | ------------------------ |
| 2005    | 6                  |                   |                    |                          |
| 2006    | 164                |                   | 80                 |                          |
| 2007    | 4,125              | 240               | 2,035              | 34                       |
| 2008    | 5,656              | 900               | 2,935              | 155                      |
| 2009    | 2,101              | 699               | 1,656              | 152                      |
| 2010    | 3,485              | 799               | 1,632              | 137                      |
| 2011    | 3,551              | 1,145             | 1,278              | 147                      |
| 2012    | 2,241              | 802               | 1,046              | 116                      |
| 2013    | 2,500              | 813               | 1,021              | 111                      |
| 2014    | 2,214              | 735               | 859                | 116                      |
| 2015    | 2,074              | 495               | 1,108              | 89                       |
| 2016    | 3,688              | 736               | 1,428              | 158                      |
| 2017    | 3,179              | 772               |                    | 225 (Jan–Nov)            |
| 2018    | 1,764              |                   |                    |                          |
| 2019    | 2,121              |                   |                    |                          |
| المجموع | 38,869 (2005–2019) | 8,136 (2007–2017) | 15,078 (2006–2016) | 1,436 (2007–نوفمبر 2017) |

- في آسيا، تتوفر سيارة أودي آر 8 في الهند وإسرائيل واليابان وتايوان والبحرين والكويت وكوريا الجنوبية والفلبين وتايلاند وباكستان وهونغ كونغ وفيتنام، وكان متاحًا في الصين والإمارات العربية المتحدة وسنغافورة وماليزيا وباكستان. إندونيسيا منذ عام 2008.[بحاجة لمصدر]

- تشمل الإحصاءات الأوروبية المبيعات من البلدان التالية: النمسا، بلجيكا، قبرص، جمهورية التشيك، الدنمارك، إستونيا، فنلندا، فرنسا، ألمانيا، بريطانيا العظمى، اليونان، المجر، أيسلندا، أيرلندا، إيطاليا، لاتفيا، ليتوانيا، لوكسمبورغ، هولندا، النرويج. ، بولندا، البرتغال، رومانيا، سلوفاكيا، سلوفينيا، إسبانيا، السويد، سويسرا.

## الموديلات

### 4.2 V8

#### كوبيه(بالإنجليزية:Coupé)‏

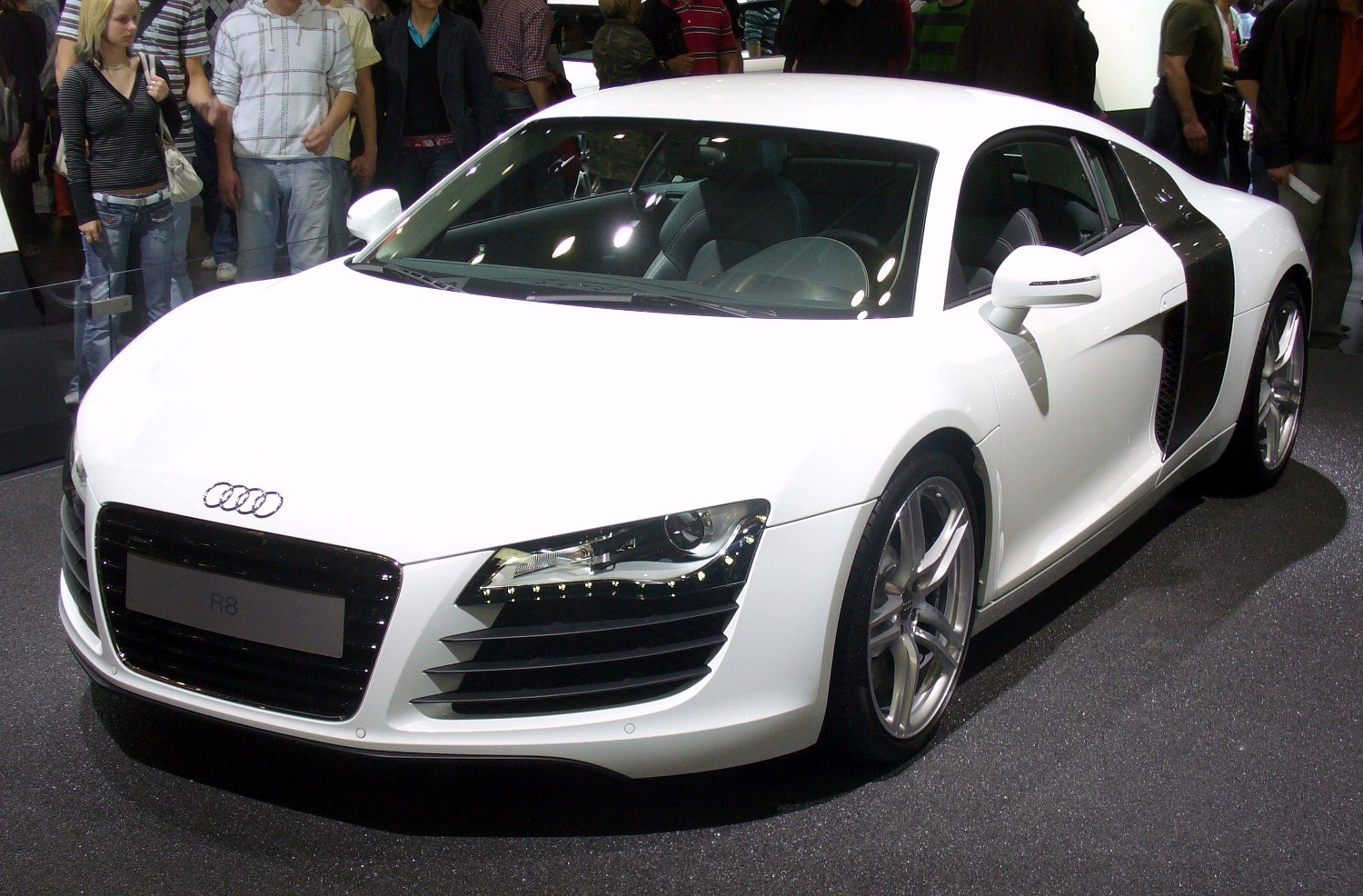
أودي 4.2 V8 كوبيه

زود هذا الطراز بمحرك سعته 4163،32 (4 صمامات لكل اسطوانة) تبلغ قدرته 420 حصان وعزم دوران 317 قدم/لتر يعمل بنظام حقن الوقود المباشر.

#### سبايدر(بالإنجليزية:Spyder)‏
في عام 2010 ظهر تقارير تفيد بأن أودي طرحت طراز سبيدر بنفس المحرك 4.2 v8 متطور بزيادة قدرها 14 حصان لتصبح 434 حصانا.

### 5.2 V10

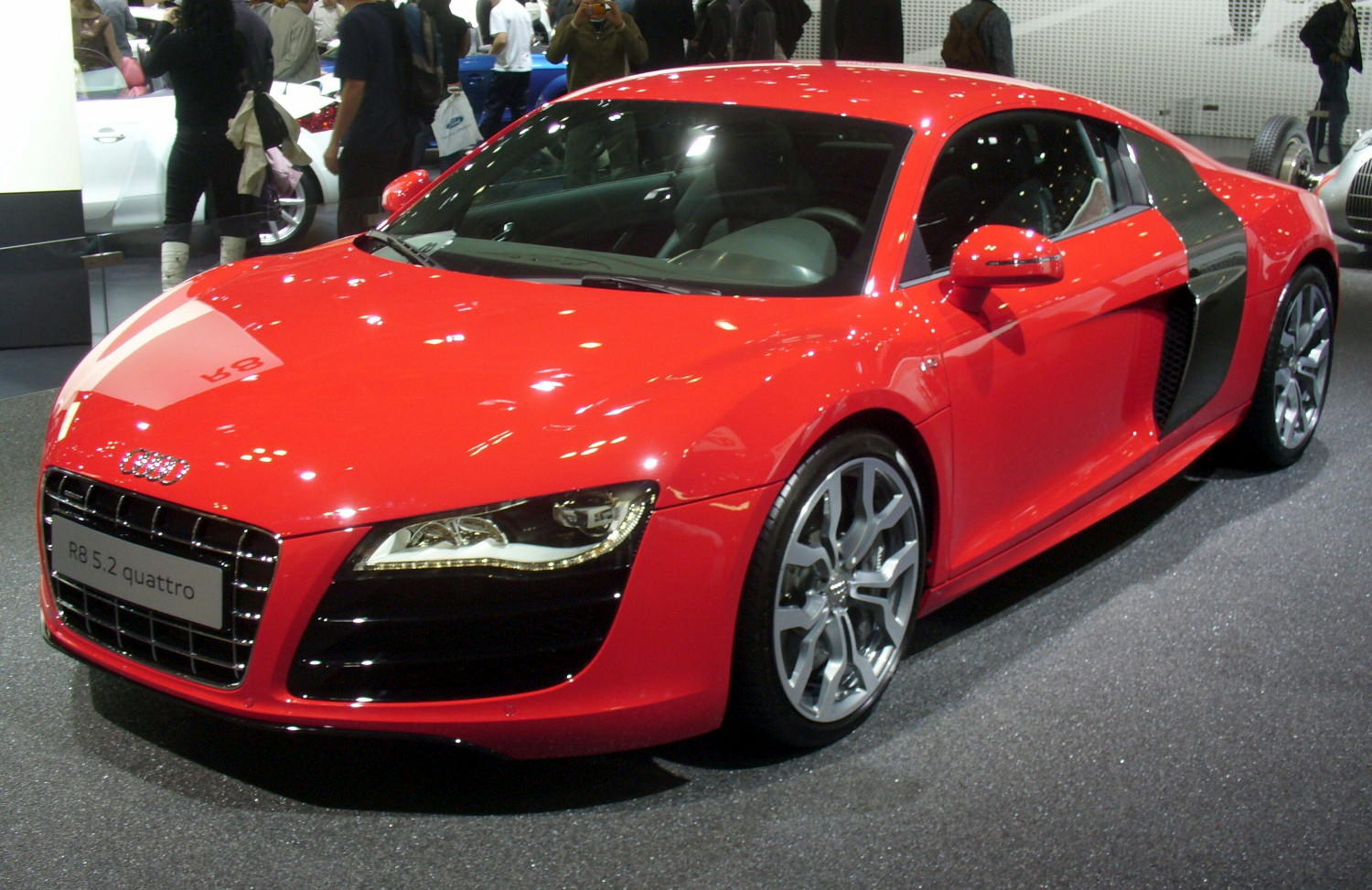
أودي 5.2 V10 كوبيه

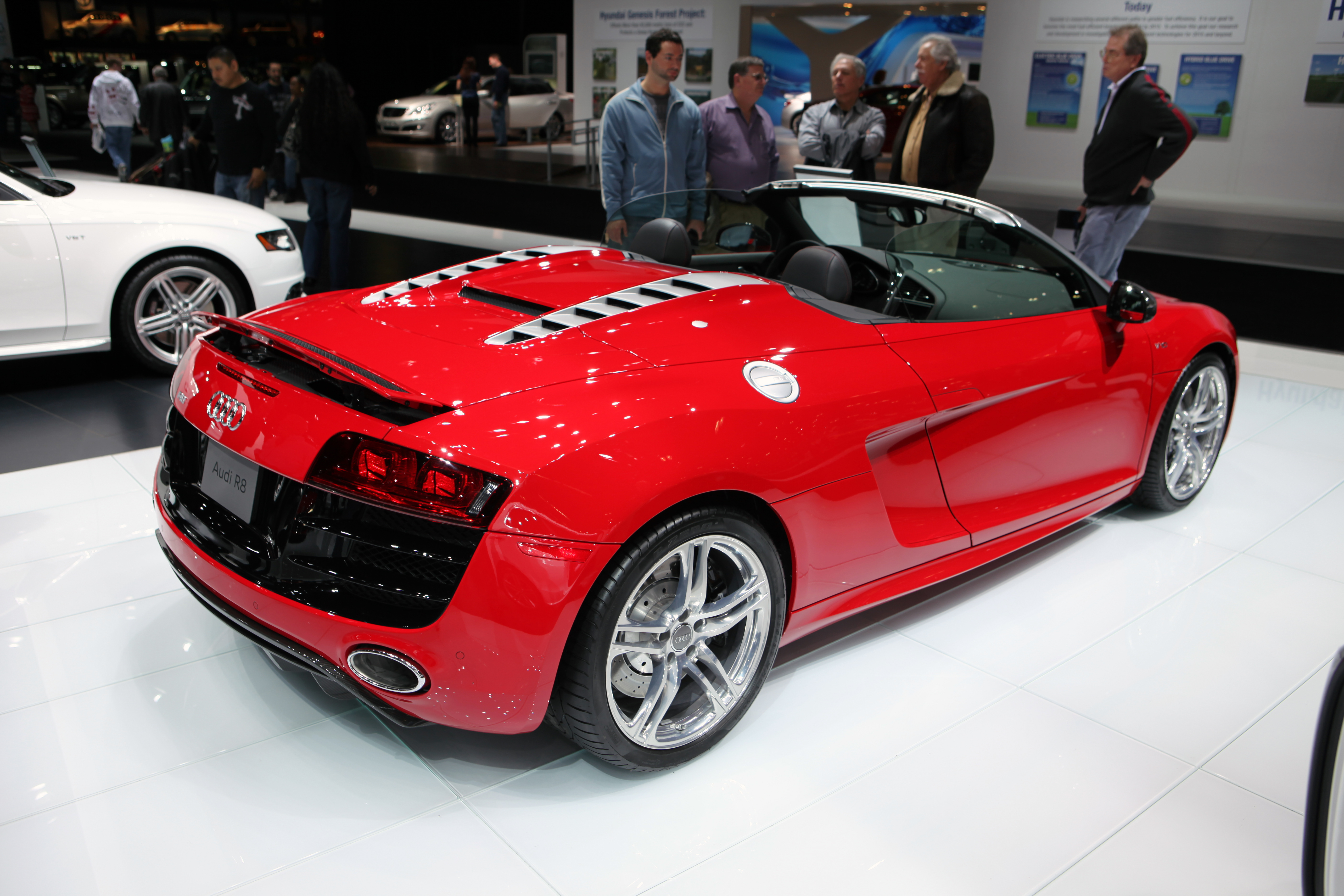
أودي أر 8 سبيدر

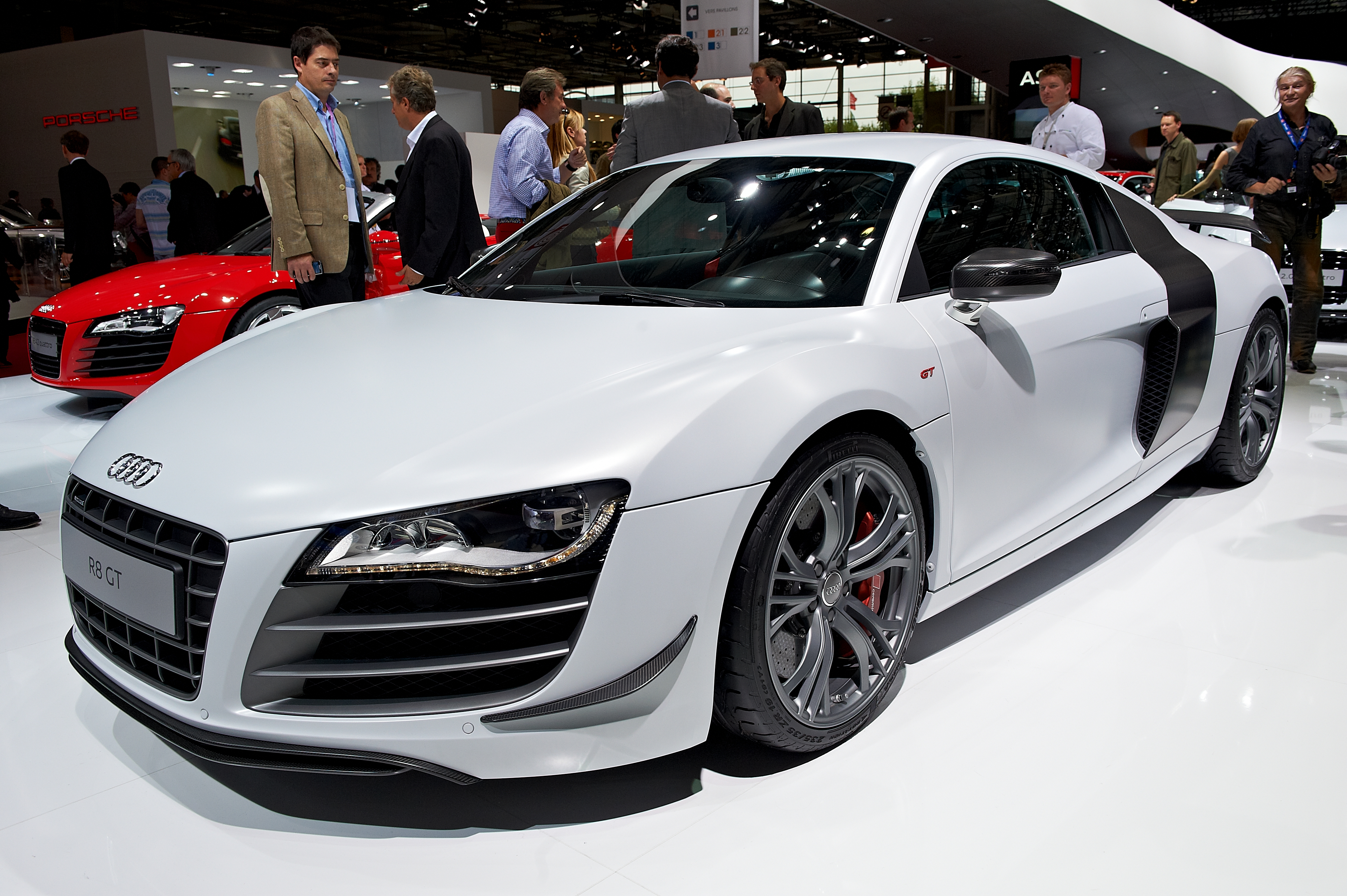
أودي جي تي

#### كوبيه(بالإنجليزية:Coupé)‏
كشف النقاب عن هذا الطراز في9 ديسمبر لعام 2008 مستخدما محرك سعته 5200 لتر من نوعية محركات FSI وهو ذات المحرك المستخدم في سيارة لامبورغيني غالاردو أل بى 560-4 وأودي سى 6 اس6 وأودي دى 3 اس 8. تبلغ قدرة المحرك 525 حصان قادر على التسارع بالسيارة من 0-100 كم/س خلال 3.9 ثانية. هذا إلى جانب بعض التعديلات الطفيفة مثل مصابيح الأضاءة النهارية وبعض الاضافات للمقصورة مثل نظام صوت قوي 456 وات من نوعية بانج الوسين.

#### سبيدر(بالإنجليزية:Spyder)‏
ترددت الكثير من الأخبار حول هذا الطراز منذ 2006 ولكن لم يتأكد منها شيء منها حتى شهر أغسطس من عام 2008 حين التقتت صور للسيارة وهي قيد الاختبارات الأولية. في شهر مايو 2010 ظهر هذا الطراز في فلم الرجل الحديدي 2 وظهرت السيارة في الفيلم بسقف غطائي وأيضا اختفت الشفرة الهوائية الجانبية المميزة لسيارة أودي. في عام 2009 ظهرت السيارة أيضا في معرض فرانكفورت للمحركات.

#### أودي أر أيت جى تى(بالإنجليزية:Audi  R8 GT)‏
رمز GT' يعنى سيارة ترفيهة فاخرة ذو أداء عالي (بالإنجليزية: Grand Tourer)‏
أطلقت هذه النسخة في مايو 2010 وبلغ سعرها 142.585 جنيه استرليني وهي أسرع سيارة أنتجتها أودي في تاريخها. تم تخفيض وزن السيارة بمقدار 100 كيلو جرام، وتطوير قدرة المحرك FSI V10 5.2 لتصبح قدرته 560 حصاناً. وبسبب هذه التعديلات أصبحت السرعة القصوى للسيارة 320 كم/س وتنطلق من الثبات إلى 100 كم/س خلال 3.6 ثانية فقط. هذا بالأضافة إلى عدد من التعديلات الشكلية لتعطي السيارة مظهرا يناسب قوتها مثل المكابح الحمراء، جناح خلفي جديد، اجنحة امامية، والعلامة التجارية GT بدلا من V10.
للحفاظ على رونق السيارة وتعزيزا لقيمتها الذوقية انتج من هذه السيارة 333 سيارة فقط منها 33 حجزت لعملاء من المملكة المتحدة و90 لعملاء من الولايات المتحدة الأمريكية.

### الأبحاث المستقبلية

#### اى-ترون(بالإنجليزية:R8 e-tron)‏
ظهرت أي ترون المدمجة في عام 2009 خلال معرض فرانكفورت الدولي، وهي مشابهة للسيارة الكوبيه ولكنها اصغر بقليل. مزودة بأربع محركات كهربائية منفصلة: 2 لمحور العجلات الأمامي و2 لمحور العجلات الخلفي وكل محرك قادر له قدرة تبلغ 79 حصانا لتكون القوة الكلية لمحركات السيارة ككل 317 حصانا.
أدعت شركة أودي ان السيارة قادرة على التحرك من الثبات إلى سرعة 100 كم/س خلال 4.8 ثانية، أي انها أبطأ بجزئين من الثانية عن أر8 v8 4.2. ولا تزيد السرعة القصوى لها عن 200 كم/س للأحتفاظ على الطاقة داخل البطارية. ذكرت أودي أن هذه السيارة ستدخل خطوط الأنتاج التجاري عام 2012.

#### أر8 أن أف(بالإنجليزية:R8 NF)‏
في مركز أبحاث أودي في مدينة نيكورسلم علم الصحفيون عن نسخة جديدة من أر8 ستكون أخف في الوزن لها اسم أودي NF.

## المواصفات الفنية
| الطراز                          | R8 V8                                                                         | R8 V10                                                                      | R8 GT               | R8 e-tron       |
| المحرك                          | المحرك                                                                        | المحرك                                                                      | المحرك              | المحرك          |
| ------------------------------- | ----------------------------------------------------------------------------- | --------------------------------------------------------------------------- | ------------------- | --------------- |
| محرك                            | V8 32 valve ‏ عمود حدبات                                                       | V10 40 valve 2×DOHC                                                         | V10 40 valve 2×DOHC | 4×محرك كهربائيs |
| القدرة                          | 4163 سم3                                                                      | l5204 سم3                                                                   | -                   |                 |
| القوة @ لفة/دقيقة               | @ 7900 ل/د                                                                    | @ 8000 ل/د                                                                  | غير معروف           | غير معروف       |
| العزم @ ل/د                     | 4500-6000                                                                     | 6500                                                                        | غير معروف           | غير معروف       |
| التسارع                         |                                                                               |                                                                             |                     |                 |
| 0 :100 كم/س (62 ميل/س) (ثانية)  | 4.6                                                                           | 3.9                                                                         | 3.6                 | 4.8             |
| 0 :200 كم/س (120 ميل/س) (ثانية) | 14.9                                                                          | 11.8                                                                        | 10.8                | غير معلوف       |
| ربع ميل (ثانية)                 | 12.5                                                                          | 11.5                                                                        | 11.5                | غير معروف       |
| السرعة القصوى                   | 301 كم/س                                                                      | 316 كم/س                                                                    | 320 كم/س            | 200 كم/س        |
| الأبعاد & الوزن                 |                                                                               |                                                                             |                     |                 |
| الطول، العرض، الارتفاع          | L: 4,431 مـم (174.4 بوصة), W: 1,904 مـم (75.0 بوصة), H: 1,252 مـم (49.3 بوصة) | L: 4,434 مـم (174.6 بوصة), W: 1,930 مـم (76 بوصة), H: 1,252 مـم (49.3 بوصة) | غير معروف           | غير معروف       |
| الوزن (R-tronic)                | 1565 كيلو                                                                     | 1625 كيلو                                                                   | 1525 كيلو           | 1600 كيلو       |

## المزيد من المواصفات
بما أن شركة فولكس فاجن تمتلك كلا من أودي ولمبورجينى كان من الطبيعى أن تشارك أودي أر8 بعض المميزات مع الشركة الإيطالية العريقة لمبورجينى مثلا المحرك وأجزاء من الهيكل الداخلى ومقابض الأبواب وعلبة التروس حتى انها تشاركها في نوعية ممتص الصدمات المعناطيسى بالأضافة إلى التقارب في السعر.
أضافت أودي العديد من أنظمة الأمان والأداء الحديثة التي تعبر عن مدى تطور الشركة مثل برنامج الثبات الألكتروني، فرامل مانعة للأنزلاق "ABS"، ومكافح الأنزلاق ومدير إخراج عزم الدوران.اما عن الأكياس الهوائية فهي متوفرة في الأمام (لحماية السائق) وعلى الأجناب. والسيارة مزودة أيضا بمصابيح تضيئ نهارا من نوعية صمام ثنائي باعث للضوء مدمج بداخلها مصباح اكس نيون عالي السطوع.
مثلها مثل سيارات المحرك الوسطى مزوده بأربع عجلات مقاس 18 انش.

## الأداء والمقارنة
عندما أجريت التجارب من قبل الصحفيين والخبراء قيل عنها انها أول سيارة يمكن أنت تتغلب على السيارة بورش 997 والتي اعتبرت أفضل سيارة رياضية صنعت في التاريخ لدى العديد من الناس. وتوقع لها الجميع ان تكون أفضل سيارة في فئتها. واعتبرت سوبركار مقارنة بسيارات فئتها وأبرزهم بورش 997، استون مارتين فينتاج وبي ام دبليو الفئة السادثة. اذهلت السيارة الجميع بقدرتها العالية في الجر والقبض ودقة التوجيه والأستجابة السريعة لدواسة الوقود.
طغت السيارة على معظم صفحات السيارات العالمية بمقولة «أودي أذلت بورش» حيث تفوقت عليها في سباقات السحب في ربع ميل وفازت عليها بسهولة في اختبارات برنامج توب جير.

## الجوائز
- حصلت السيارة على جائزة مجلة أوتوكار(بالإنجليزية: Autocar magazine)‏ كأفضل أداء وأسرع سيارة لعام 2007
- حصلت على جائزة أفضل سيارة رياضية حسب تقدير مجلة اوتوبيلد الألمانية (بالإنجليزية: Autobild)‏.
- حصلت على جائزة مجلة بلايبوي (بالإنجليزية: Playboy)‏ عام 2008.
- حصلت على جائزة رابطة صحفيي السيارات الكندية (بالإنجليزية: The Automobile Journalists Association of Canada)‏ كأفضل تصميم وأفضل رونق (هيبة) لعام 2008.
- منحها برنامج توب جير لقب سيارة العام لعام 2007.
- جائزة أفضل وأسرع سيارة في برنامج فيفث جير (بالإنجليزية: Fifth Gear)‏.
- حصلت السيارة على لقب سيارة العام في موقع أم أس أن (بالإنجليزية: MSN)‏بنسبة اصوات 42% متفوقة على سيارة فيراري أف430 وبى أم دبليو الفئة الثالثة.
- تم تقييم السيارة في مجلة جى بى كسيارة 5 نجوم.